# Kha sinh Hướng đạo
Ngành Kha Hướng đạo (Venture Scouting) là một ngành của Phong trào Hướng đạo tại đa số các quốc gia trong Khối Thịnh vượng chung Anh dành cho lứa tuổi từ 15 đến 18 trong đó có Hướng đạo Việt Nam. Đây là ngành được phát triển sau này của Hướng đạo mà khởi đầu chỉ có ba ngành chính do Robert Baden-Powell phát triển là Ấu, Thiếu và Tráng.

## Ngành Kha Việt Nam
Ngành Kha hay hiện nay ở hải ngoại gọi là ngành Thanh được thành lập sau Hội nghị Trưởng Hướng đạo Toàn quốc nhóm họp tại Gia Định vào tháng 12 năm 1965. Cũng nên nói thêm là lúc mới thành lập, Hướng đạo Việt Nam chỉ có ba ngành là Ấu, Thiếu và Tráng tương đương với ba ngành đầu tiên mà Robert Baden-Powell phát triển.
Ngành Tráng nguyên thủy do B-P phát triển không có giới hạn tuổi phần trên, chỉ ghi là từ 18 tuổi trở lên. Vì có một khoảng cách chênh lệch tuổi khá xa giữa Thiếu và Tráng nên Hướng đạo Việt Nam lập thêm ngành Kha xem giữa ngành Thiếu và Tráng dành cho lứa tuổi  từ 15 đến 18. Hiện tại Hướng đạo Việt Nam có các ngành được ghi dưới đây (trừ Hướng đạo Việt Nam ở Hoa Kỳ có thêm một ngành nhỏ tuổi nữa gọi là ngành Nhi cho các trẻ em dưới 7 tuổi):
- Ấu sinh: từ 7 đến 11 tuổi
- Thiếu sinh: từ 11 đến 15 tuổi
- Thanh hay Kha sinh: từ 15 đến 18 tuổi
- Tráng sinh: từ 18 đến 25 tuổi

Thanh sinh hay Kha sinh Hướng đạo Việt Nam mang khăn quàng màu huyết dụ      chỉ sự bí ẩn cần được khai phá.

## Úc
Tên gọi ngành Kha của Úc là Venture Scout hay còn được biết đến là Venturers dành cho lứa tuổi từ 14,5 đến 17,5. Nó là bộ phận của Hội Hướng đạo Úc. Chương trình thì linh động nhưng thường thường thiên về hoạt động ngoài trời. Giải thưởng cao nhất của ngành dành cho một Kha sinh là giải Hướng đạo sinh Nữ hoàng. Kha sinh thuộc một đơn vị Hướng đạo ngành Kha mà có thể là bộ phận của một Liên đoàn Hướng đạo hay một Đạo Hướng đạo. Trại Họp bạn Kha sinh được tổ chức cứ ba năm một lần. Trong suốt kỳ trại dài 1 tuần rưỡi, các Kha sinh sẽ tham gia vào các hoạt động như xe đạp leo núi (Mountain Biking), thuyền buồm, điểu khắc, etc. Lần trại kế tiếp sẽ được tổ chức đầu năm 2009 tại Tây Úc.

## Canada
Kha sinh của Canada là nam và nữ tuổi từ 14-17. Chăm ngôn của các Kha sinh là "Thử thách" (challenge). Kha sinh có thể họp mặt định kỳ hay bất thường để thảo luận các vấn đề đang xảy ra của nhóm như hoạch định kế hoạch cắm trại, thiết lập gây quỹ. Nơi họp mặt không hạn chế chỉ nơi trung tâm mà mỗi Kha sinh có thể tổ chức họp cho cả nhóm tại nhà của mình.
Các Kha đoàn thường có một Ban hành chánh gồm Chủ tịch, Thư ký, Thủ quỹ. Các hoạt động ngoài trời có thể gồm có nhưng không hạn chế với các hoạt động sau: đi thuyền vượt thác, chèo thuyền, đi thuyền kayak, leo núi, cắm trại nơi địa hình phức tạp.

## Vương quốc Anh
Năm 1967 ngành Kha sinh (Venture Scouts) đã thay thế ngành Tráng sinh (Rover Scouts) và được mở cho cả nam và nữ từ 15,5 đến 20 tuổi. Tuy nhiên Ngành Kha Venture Scout lại bị thay thế bởi ngành Kha mới là Explorer Scout và ngành Tráng mới là Scout Network sau khi Hội Hướng đạo của Vương quốc Anh xem xét và tái tổ chức hội vào năm 2003.

## Hoa Kỳ
Ngành Kha tại Hoa Kỳ gọi là Venturing dành cho lứa tuổi từ 14-21 trong Hội Nam Hướng đạo Mỹ (BSA). Ngành Kha (Venturing) cùng với chương trình Khai phá (Exploring) và chương trình Học cả đời (Learning For Life) là một trong ba chương trình họp tác giáo dục của Hội Nam Hướng đạo Mỹ.